# Elección presidencial de Chile de 1886
La elección presidencial de Chile de 1886 se llevó a cabo por medio del sistema de electores, y dio por presidente al liberal José Manuel Balmaceda, quien triunfó casi sin competidor.

## Antecedentes
Balmaceda, del Partido Liberal, fue el único candidato en esta elección. José Francisco Vergara fue proclamado candidato por el Partido Radical, el Partido Nacional y los liberales disidentes. Sin embargo, no logró obtener el apoyo del Partido Conservador y renunció su candidatura antes de la elección. Seis electores de Copiapó votaron por el copiapino Vergara de cualquier forma. Con amplia mayoría triunfó Balmaceda.
José Manuel Balmaceda durante la Convención del Partido Liberal que lo elige candidato presidencial, da un discurso en el cual afirma las aspiraciones de su Gobierno:
"Afirmar esta conquista liberal, perfeccionarla y consolidarla gradualmente, a fin de arraigarla más en el espíritu y en las prácticas de la sociedad, debe ser la tarea del hombre de Estado que previene las reacciones que engendran las empresas precipitadas.
Y el medio más eficaz para consolidar la reforma es la difusión amplia y completa de la instrucción pública.
Es la instrucción la luz del espíritu y la moral aplicada con discernimiento a las acciones de los hombres. Ella constituye el más seguro fundamento de los derechos individuales y la más seria garantía de la prosperidad general. La influencia intelectual, los progresos del siglo, la experiencia y la previsión política, señalan el campo de la instrucción pública como el punto cardinal en que el liberalismo chileno habrá de probar su inteligencia, la superioridad en su doctrina, y su positivo anhelo por los intereses del pueblo".
También en su discurso Balmaceda hace notar las aspiraciones de fomentar la producción industrial chilena, mediante su estímulo, su protección arancelaria, y con ella mejorar los sueldos de la clase obrera junto con su bienestar:

Si a ejemplo de Washington y de la gran república del norte, preferimos consumir la producción nacional, aunque no sea tan perfecta y acabada como la extranjera; si el agricultor, el minero y el fabricante, construyen sus útiles o sus máquinas de posible construcción chilena en las maestranzas del país; si ensanchamos y hacemos más variada la producción de la materia prima, la elaboramos y transformamos en sustancias u objetos útiles para la vida o la comodidad personal, si ennoblecemos el trabajo industrial, aumentando los salarios en proporción a la mayor inteligencia de aplicación por la clase obrera; si el Estado, conservando el nivel de sus rentas y de sus gastos, dedica una porción de su riqueza a la protección de la industria nacional, sosteniéndola y alimentándola en sus primeras pruebas; si hacemos concurrir al Estado con su capital y sus leyes económicas, y concunimos todos, individual o colectivamente, a producir más y mejor y a consumir lo que producimos, una savia más fecunda circulará por el organismo industrial de la república, y un mayor grado de riqueza y de bienestar nos dará la posesión de este bien supremo de pueblo trabajador y honrado: vivir y vestirnos por nosotros".

## Resultados

### Nacional
|  | 98,18 % |

|  | 1,82 % |

### Por provincia
|                                    | José Manuel Balmaceda              | 9          | 100 %      | 12     | 100 %  | 25     | 100 %  | 23       | 100 %    | 27         | 100 %      | 42     | 100 %  | 12 | 100 % |
|                                    | José Francisco Vergara             | 0          | 0 %        | (6)    | 0 %    | 0      | 0 %    | 0        | 0 %      | 0          | 0 %        | 0      | 0 %    | 0  | 0 %   |
| Total de votos electorales válidos | Total de votos electorales válidos | 9          | 100 %      | 12     | 100 %  | 25     | 100 %  | 23       | 100 %    | 27         | 100 %      | 42     | 100 %  | 12 | 100 % |
| Abstención                         | Abstención                         | 0          |            | 3      |        | 2      |        | 1        |          | 0          |            | 3      |        | 0  |       |
| Total de electores                 | Total de electores                 | 9          |            | 15     |        | 27     |        | 24       |          | 27         |            | 45     |        | 12 |       |
| Candidato                          | Candidato                          | Colchagua  | Colchagua  | Curicó | Curicó | Talca  | Talca  | Linares  | Linares  | Maule      | Maule      | Ñuble  | Ñuble  |    |       |
|                                    | José Manuel Balmaceda              | 24         | 100 %      | 15     | 100 %  | 15     | 100 %  | 18       | 100 %    | 17         | 100 %      | 20     | 100 %  |    |       |
|                                    | José Francisco Vergara             | 0          | 0 %        | 0      | 0 %    | 0      | 0 %    | 0        | 0 %      | 0          | 0 %        | 0      | 0 %    |    |       |
| Total de votos electorales válidos | Total de votos electorales válidos | 24         | 100 %      | 15     | 100 %  | 15     | 100 %  | 18       | 100 %    | 17         | 100 %      | 20     | 100 %  |    |       |
| Abstención                         | Abstención                         | 0          |            | 0      |        | 0      |        | 0        |          | 1          |            | 1      |        |    |       |
| Total de electores                 | Total de electores                 | 24         |            | 15     |        | 15     |        | 18       |          | 18         |            | 21     |        |    |       |
| Candidato                          | Candidato                          | Concepción | Concepción | Arauco | Arauco | Biobío | Biobío | Valdivia | Valdivia | Llanquihue | Llanquihue | Chiloé | Chiloé |    |       |
|                                    | José Manuel Balmaceda              | 18         | 100 %      | 8      | 100 %  | 15     | 100 %  | 6        | 100 %    | 9          | 100 %      | 9      | 100 %  |    |       |
|                                    | José Francisco Vergara             | 0          | 0 %        | 0      | 0 %    | 0      | 0 %    | 0        | 0 %      | 0          | 0 %        | 0      | 0 %    |    |       |
| Total de votos electorales válidos | Total de votos electorales válidos | 18         | 100 %      | 8      | 100 %  | 15     | 100 %  | 6        | 100 %    | 9          | 100 %      | 9      | 100 %  |    |       |
| Abstención                         | Abstención                         | 6          |            | 1      |        | 0      |        | 0        |          | 0          |            | 0      |        |    |       |
| Total de electores                 | Total de electores                 | 24         |            | 9      |        | 15     |        | 6        |          | 9          |            | 9      |        |    |       |
| Fuente: Urzúa Valenzuela, 1992.    |                                    |            |            |        |        |        |        |          |          |            |            |        |        |    |       |